# Преса

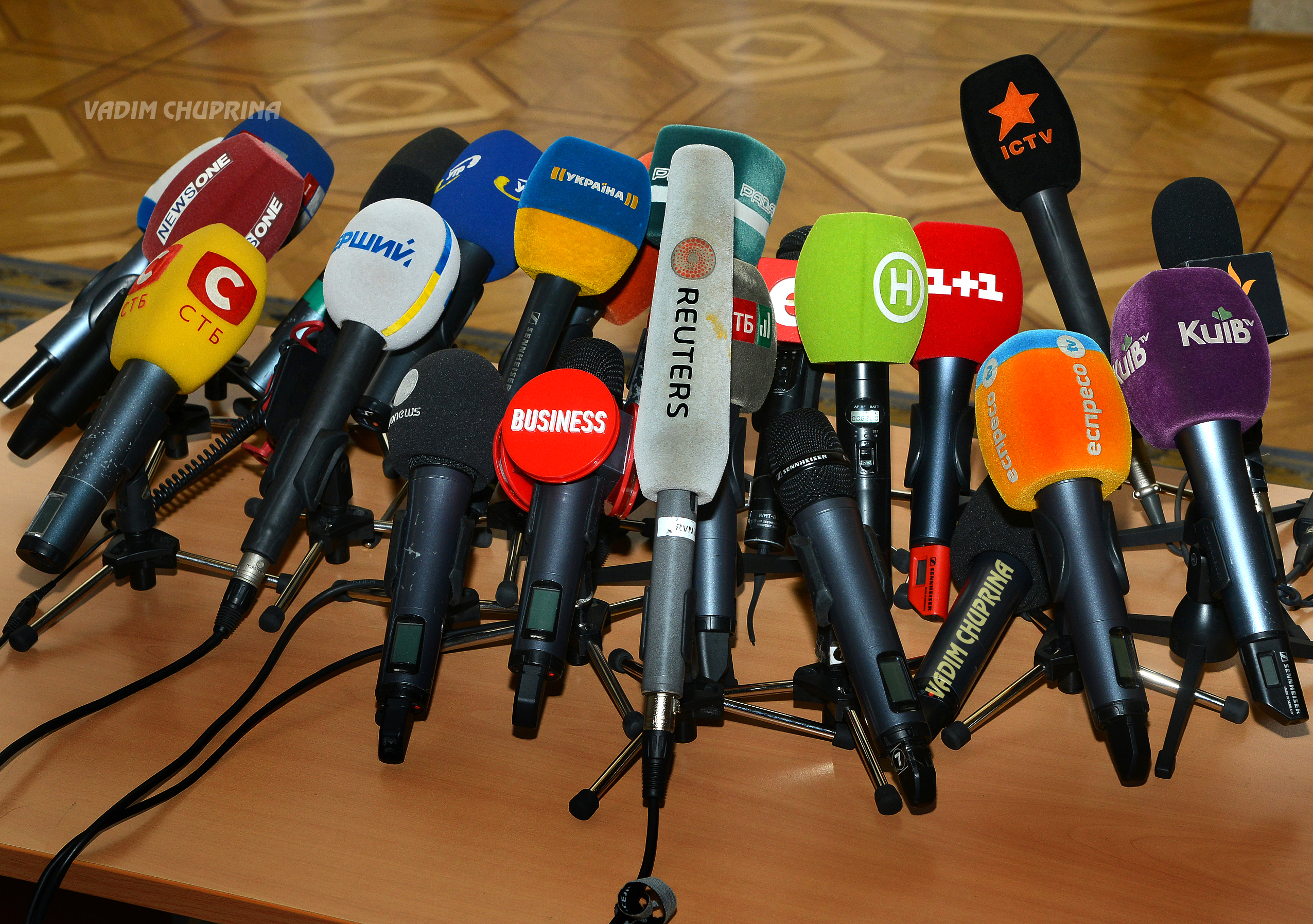
Приготовані до інтерв'ю мікрофони

Преса — друковані засоби масової інформації (періодичні друковані видання), які виходять під постійною назвою, з періодичністю один і більше номерів (випусків) протягом року. Під пресою розуміють газети, журнали, альманахи, збірки, бюлетені, рідше книги, листівки, що мають певний наклад. «Пресою» розмовно також називають журналістів. Термін «преса» походить від назви першої масової газети «La Presse», що вийшла в Парижі у 1836 році.

## Парламентські видання
Особливим видом преси є друковані парламентські видання, які діють у формі парламентської газети та парламентського журналу. Головною метою їхньої діяльності є об'єктивне і своєчасне висвітлення діяльності парламенту та його органів; офіційне оприлюднення прийнятих законів, нормативно-правових актів та іншої офіційної інформації; роз'яснення з боку авторитетних правників прийнятих законів або законопроєктів, які ще знаходяться на стадії обговорення чи будуть найближчим часом подані на розгляд парламенту; а також підняття та розгляд актуальних проблем державотворення, правотворення та соціально-економічних перетворень, які мають місце у країні тощо.